# Don Buse
Donald R. Buse, detto Don (Huntingburg, 10 agosto 1950), è un ex cestista e allenatore di pallacanestro statunitense, professionista nella ABA e nella NBA.

## Carriera
Venne selezionato dai Phoenix Suns al terzo giro del Draft NBA 1972 (34ª scelta assoluta).

## Statistiche

### ABA / NBA
| † | Denota una stagione in cui ha vinto il titolo ABA |
| * | Primo nella lega                                  |
| * | Record                                            |

#### Regular Season
| Anno            | Squadra              | PG  | PT  | MP    | TC%  | 3P%  | TL%  | RP  | AP   | PRP  | SP  | PP   |
| --------------- | -------------------- | --- | --- | ----- | ---- | ---- | ---- | --- | ---- | ---- | --- | ---- |
| 1972-1973†      | Indiana Pacers (ABA) | 77  | -   | 19,3  | 45,3 | 20,8 | 75,2 | 2,7 | 2,9  | -    | -   | 5,4  |
| 1973-1974       | Indiana Pacers       | 77  | -   | 24,4  | 39,8 | 33,6 | 68,6 | 3,3 | 3,4  | 1,9  | 0,3 | 5,5  |
| 1974-1975       | Indiana Pacers       | 80  | -   | 29,6  | 43,2 | 30,9 | 79,7 | 3,4 | 4,2  | 2,1  | 0,2 | 6,5  |
| 1975-1976       | Indiana Pacers (ABA) | 84  | -   | 40,2* | 45,1 | 34,6 | 81,4 | 3,8 | 8,2* | 4,1* | 0,4 | 12,5 |
| 1976-1977       | Indiana Pacers (NBA) | 81  | -   | 36,4  | 41,6 | -    | 78,6 | 3,3 | 8,5* | 3,5* | 0,2 | 8,0  |
| 1977-1978       | Phoenix Suns         | 82  | 82  | 31,1  | 45,8 | -    | 82,4 | 3,0 | 4,8  | 2,3  | 0,2 | 8,4  |
| 1978-1979       | Phoenix Suns         | 82* | 82  | 31,0  | 49,5 | -    | 76,9 | 2,6 | 4,3  | 1,9  | 0,2 | 7,8  |
| 1979-1980       | Phoenix Suns         | 81  | -   | 30,9  | 44,3 | 24,1 | 66,4 | 2,9 | 4,0  | 1,6  | 0,1 | 7,7  |
| 1980-1981       | Indiana Pacers       | 58  | -   | 18,9  | 39,7 | 32,8 | 76,9 | 1,4 | 2,4  | 1,3  | 0,1 | 5,1  |
| 1981-1982       | Indiana Pacers       | 82  | 78  | 30,7  | 45,5 | 38,6 | 81,3 | 2,7 | 5,0  | 2,0  | 0,3 | 9,7  |
| 1982-1983       | Portland T. Blazers  | 41  | 1   | 15,7  | 39,6 | 25,7 | 89,1 | 1,3 | 2,8  | 1,1  | 0,0 | 4,7  |
| 1983-1984       | K.C. Kings           | 76  | 10  | 17,5  | 42,6 | 30,5 | 78,8 | 1,5 | 4,0  | 1,1  | 0,0 | 5,0  |
| 1984-1985       | K.C. Kings           | 65  | 14  | 14,4  | 40,4 | 35,6 | 76,7 | 0,9 | 3,1  | 0,6  | 0,0 | 3,4  |
| Carriera ABA    | Carriera ABA         | 318 | -   | 28,6  | 43,7 | 32,7 | 77,7 | 3,3 | 4,7  | 2,7* | 0,3 | 7,6  |
| Carriera NBA    | Carriera NBA         | 648 | 267 | 26,3  | 44,2 |      | 78,0 | 2,3 | 4,5  | 1,8  | 0,1 | 6,9  |
| Carriera Totale | Carriera Totale      | 966 | 267 | 27,1  | 44,0 |      | 77,9 | 2,7 | 4,6  | 2,0  | 0,2 | 7,1  |

#### Massimi in carriera
Regular Season
- Massimo di punti in ABA: 27 (2 volte)
- Massimo di punti in NBA: 23 vs San Antonio Spurs (26 febbraio 1982)
- Massimo di rimbalzi in ABA: 10 (2 volte)
- Massimo di rimbalzi in NBA: 12 vs Kansas City Kings (30 ottobre 1976)
- Massimo di assist in ABA: 20 vs Denver Nuggets (26 marzo 1976)
- Massimo di assist in NBA: 17 vs Boston Celtics (26 gennaio 1977)
- Massimo di palle rubate in ABA: 6 vs Denver Nuggets (10 marzo 1976)*
- Massimo di palle rubate in NBA: 8 (2 volte)
- Massimo di stoppate in ABA: 1 (3 volte)*
- Massimo di stoppate in NBA: 3 vs New Jersey Nets (13 febbraio 1981)

(* tenendo conto dei dati ABA al momento disponibili e che le statistiche di queste categorie vennero registrate sistematicamente solo dalla stagione ABA 1973-1974)

#### Playoffs
| Anno            | Squadra              | PG  | PT | MP   | TC%  | 3P%  | TL%  | RP  | AP   | PRP  | SP  | PP   |
| --------------- | -------------------- | --- | -- | ---- | ---- | ---- | ---- | --- | ---- | ---- | --- | ---- |
| 1973†           | Indiana Pacers (ABA) | 14  | -  | 11,6 | 35,6 | 0,0  | 61,9 | 1,8 | 1,2  | -    | -   | 3,2  |
| 1974            | Indiana Pacers       | 14  | -  | 23,6 | 44,1 | 31,8 | 66,7 | 2,6 | 2,6  | 2,1  | 0,1 | 5,2  |
| 1975            | Indiana Pacers       | 18* | -  | 32,0 | 37,9 | 23,1 | 53,3 | 3,2 | 4,4  | 2,5* | 0,3 | 5,6  |
| 1976            | Indiana Pacers (ABA) | 3   | -  | 46,0 | 45,5 | 33,3 | 100  | 4,7 | 8,7* | 2,3  | 0,0 | 12,3 |
| 1978            | Phoenix Suns (NBA)   | 2   | -  | 38,0 | 36,4 | -    | -    | 2,5 | 2,0  | 2,0  | 0,0 | 4,0  |
| 1979            | Phoenix Suns         | 15  | -  | 34,1 | 40,5 | -    | 72,7 | 3,7 | 3,5  | 1,5  | 0,3 | 7,9  |
| 1980            | Phoenix Suns         | 8   | -  | 29,5 | 43,8 | 38,5 | 63,6 | 2,6 | 5,5  | 0,8  | 0,0 | 8,5  |
| 1981            | Indiana Pacers       | 2   | -  | 17,5 | 12,5 | 25,0 | 100  | 2,5 | 3,5  | 1,5  | 0,0 | 2,5  |
| 1983            | Portland T. Blazers  | 5   | -  | 6,2  | 25,0 | -    | 75,0 | 0,4 | 1,4  | 0,0  | 0,0 | 1,4  |
| 1984            | K.C. Kings           | 3   | -  | 16,7 | 43,8 | 50,0 | 66,7 | 1,0 | 3,7  | 0,3  | 0,3 | 7,0  |
| Carriera ABA    | Carriera ABA         | 49  | -  | 24,7 | 40,2 | 25,0 | 60,9 | 2,7 | 3,2  | 2,3* | 0,2 | 5,2  |
| Carriera NBA    | Carriera NBA         | 35  | -  | 26,9 | 39,9 |      | 71,4 | 2,6 | 3,6  | 1,1  | 0,2 | 6,5  |
| Carriera Totale | Carriera Totale      | 84  | -  | 25,6 | 40,0 |      | 65,8 | 2,7 | 3,4  | 1,7  | 0,2 | 5,7  |

#### Massimi in carriera
Playoffs
- Massimo di punti in ABA: 16 vs Kentucky Colonels (8 aprile 1976)
- Massimo di punti in NBA: 17 vs Los Angeles Lakers (13 aprile 1980)
- Massimo di rimbalzi in ABA: 7 vs San Antonio Spurs (10 aprile 1975)
- Massimo di rimbalzi in NBA: 9 vs Kansas City Kings (17 aprile 1979)
- Massimo di assist in ABA: 12 vs Kentucky Colonels (10 aprile 1976)
- Massimo di assist in NBA: 9 vs Los Angeles Lakers (8 aprile 1980)
- Massimo di palle rubate in ABA: 5 vs Kentucky Colonels (8 maggio 1973)*
- Massimo di palle rubate in NBA: 4 vs Kansas City Kings (17 aprile 1979)
- Massimo di stoppate in ABA: 1 (2 volte)*
- Massimo di stoppate in NBA: 2 vs Seattle SuperSonics (4 maggio 1979)

(* tenendo conto dei dati ABA al momento disponibili e che le statistiche di queste categorie vennero registrate sistematicamente solo dalla stagione ABA 1973-1974)

## Palmarès
- Campionato ABA: 1

Indiana Pacers 1973
- All-ABA Team: 1

Second Team: 1976
- ABA All-Defensive Team: 2

1975, 1976
- ABA All-Star Game: 1

1976
- NBA All-Defensive Team: 4

First Team: 1977, 1978, 1979, 1980
- NBA All-Star Game: 1

1977
- Miglior passatore della stagione ABA (1975-1976)
- Maggior numero di assist in stagione ABA: (1975-1976)
- Miglior passatore ABA nei Playoff (1976)
- Migliore nelle palle rubate della stagione ABA (1975-1976)
- Migliore nelle palle rubate nei Playoff ABA (1975)
- Maggior numero di assist di sempre in una stagione ABA (1975-1976) (689)
- Maggior numero di palle rubate di sempre in una stagione ABA (1975-1976) (346)
- Miglior passatore della stagione NBA (1976-1977)
- Migliore nelle palle rubate della stagione NBA (1976-1977)
- Terzo miglior giocatore per palle rubate di sempre ABA (20° sommando NBA e ABA)
- Miglior giocatore di sempre per numero di palle rubate nei Playoff ABA (82° sommando ABA e NBA)
- Migliore giocatore di sempre per palle rubate a partita ABA in regular season (2,7 palle rubate a partita)
- Migliore giocatore di sempre per palle rubate a partita nei Playoff ABA (2,3 palle rubate a partita)
- Ventunesimo per numero di assist di sempre ABA
- Tredicesimo miglior giocatore di sempre in ABA per percentuale al tiro da tre punti (.327)